# شعير عاري
شعير عاري (الاسم العلمي:Hordeum apertum) هي نوع نباتي يتبع جنس الشعير من الفصيلة النجيلية.  